# Marc Bendavid
Marc Bendavid, né en 1986 à Toronto au Canada, est un acteur canadien. Il est principalement connu pour son rôle de Jace Corso dans la série télévisée canadienne de science-fiction Dark Matter.

## Biographie
Marc Bendavid est né d'une mère belge et d'un père marocain. Il a fréquenté l'école secondaire d'Unionville (Ontario), puis a été admis en 2004 à l'École nationale de théâtre du Canada.
En tant qu'acteur, il est surtout connu pour ses rôles de "Un", "Jace Corso" et "Derrick Moss" dans la série télévisée canadienne Dark Matter.

## Filmographie

### Cinéma
- 2007 : Late Fragment : Mike
- 2018 : Elsewhere

### Courts métrages
- 2008 : Us Chickens
- 2009 : Man v. Minivan

### Télévision

#### Séries télévisées
- 2007 : Dangers dans le ciel : Raymond Chalifoux
- 2008 : The Border : Lt. Ike
- 2009-2017 : Les enquêtes de Murdoch : Robert Perry
- 2011 : Flashpoint : Josh
- 2011 : Nikita : Press Agent
- 2013 : The Listener : Charlie Satie
- 2013-2015 : Hard Rock Medical : Dylan
- 2014 : Bitten : Scott Brandon
- 2014 : Degrassi : La Nouvelle Génération : Grant Yates
- 2015-2016 : Dark Matter : One / Jace Corso
- 2017 : How to Buy a Baby : Charlie
- 2018 : The good Witch : Donovan Davenport
- 2021 : Un soupçon de magie, saison 7 : Donovan Davenport
- 2022 : Reacher

#### Téléfilms
- 2008 : Anne of Green Gables: A New Beginning : Dominic Blythe
- 2009 : Au-delà des apparences : Sam Malveau
- 2009 : Booky's Crush : Russell
- 2013 : La trahison de mon mari : Dan Gresham (en tant que Mark Bendavid)
- 2015 : L'Ange de Noël : Owen Thomas
- 2016 : Un été à New York : Phil
- 2017 : Une rose pour Noël : Cliff